# Aynak

Aynak est un lieu dans la province de Lôgar en Afghanistan. 
En 2010, elle est connue pour un important dépôt de cuivre dont les droits d'exploitation ont été acquis par des sociétés chinoises.